# Prosopographia Attica
La Prosopographia Attica (spesso abbreviata in PA) è una prosopografia in latino scritta dall'epigrafista tedesco Johannes Kirchner. Essa contiene 15 588 brevi biografie per tutti gli abitanti dell'Antica Atene vissuti prima e durante l'epoca di Augusto.
La PA è stata pubblicata tra il 1901 e il 1903 in due volumi. È stata ampliata nel 1910 con il supplemento Nachträge zur Prosopographia Attica di Johannes Sundwall.